# Constantin Cepleanu
Constantin Cepleanu (n. 21 mai 1881, București - d. 1945, București) a fost un militar român care a luptat în cele două războaie mondiale. A avansat până la gradul de general și a îndeplinit funcții de răspundere în timpul celui de-al Doilea Război Mondial. A participat la reprimarea rebeliunii legionare și, începând din 1941, în calitate de inspector general al detașamentelor de muncă evreiești, a organizat și coordonat munca silnică a evreilor bucureșteni, deportându-i pe unii dintre ei în lagărele din Transnistria.

## Biografie
S-a născut la 21 mai 1881. Era fratele mai mare al locotenentului erou Grigore Cepleanu (1891-1916), care a pătruns în Ardeal cu Regimentul 30 Infanterie și a fost grav rănit în luptele de la Bran la 15 august 1916, murind patru zile mai târziu. A absolvit Școala de Ofițeri de Infanterie, fiind repartizat ca sublocotenent în Regimentul 34 din Constanța și apoi transferat (prin 1912) cu gradul de locotenent în Regimentul 40 Călugăreni. A urmat cursurile Școlii Superioare de Război în perioada 1909-1911, făcând parte din promoția a 21-a, supranumită „promoția de aur”, alături de viitorii generali Ion Antonescu, Nicolae Bolintineanu, Petre Cănciulescu, Gheorghe I. Florescu, Alexandru Gorsky, Mihail Hristescu, Constantin Ilasievici, Nicolae Mihăilescu, Ioan Sichitiu, Florea Țenescu ș.a.
În anul 1917, în timpul Primului Război Mondial, Constantin Cepleanu a fost ofițer de stat major, cu gradul de maior, în cadrul Diviziei 10 Infanterie, comandate de generalul Henri Cihoski. A fost avansat la gradul de locotenent-colonel la 1 septembrie 1917 și la gradul de colonel la 1 aprilie 1920. După Primul Război Mondial, prin 1920-1922, colonelul Constantin Cepleanu a îndeplinit funcția de șef de Stat Major al Corpului Grănicerilor și a fost, de asemenea, redactor al publicației Revista grănicerilor din București.
În anul 1931 a fost transferat în cadrul armatei, iar la 15 aprilie 1933 a fost înaintat la gradul de general de brigadă. În anii 1930 a comandat Regimentul 6 „Mihai Viteazu” și s-a remarcat, potrivit avocatului Matatias Carp, cronicarul persecuției comunității evreilor din România, prin lipsa de omenie și brutalitatea lui, provocând sinuciderea unora dintre subalternii săi, care nu au mai putut suporta regimul de teroare pe care-l instituise în unitate. Regele Carol al II-lea l-a însărcinat cu combaterea Mișcării Legionare: din ordinele sale, mai mulți legionari au fost împușcați la Râmnicu Sărat în 1933, iar astfel Mișcarea Legionară l-a pus pe „lista neagră” a persoanelor care trebuiau „ucise ca pedeapsă”.
După reprimarea Rebeliunii Legionare (reprimare la care a participat) în 1941, a fost rechemat în serviciu, detașat în Marele Stat Major și numit de mareșalul Antonescu în funcția de inspector general al detașamentelor de muncă evreiești, fiind însărcinat să organizeze și supravegheze munca silnică la care erau supuși evreii bucureșteni. A ordonat deportarea evreilor care întârziau sau care lipseau de la muncă, indiferent de motiv, în Transnistria, unde mulți au murit din cauza bolilor și a lipsurilor sau au fost uciși.
A dovedit o mare severitate în îndeplinirea acestei însărcinări: a efectuat numeroase inspecții și a deportat mai multe detașamente întregi de muncitori evrei în Transnistria. Potrivit mărturiei evreicei supraviețuitoare Sonia Palty (1928-2015) din cartea Evrei, treceți Nistrul! (1981), generalul Cepleanu ar fi dispus trimiterea pe front, în linia întâi, a unui agronom român, care, încălcând dispozițiile, ar fi oferit evreilor deportați rații de alimente de la ferma pe care o conducea. Agronomul fusese denunțat de locotenentul Cepleanu, rudă a generalului, ca răzbunare pentru că ar fi luat apărarea unui evreu bătut de tânărul ofițer. În baza acestor mărturii, istoricul israelian de origine română Jean Ancel l-a descris pe generalul Cepleanu drept un „antisemit cunoscut și impulsiv”.
În 1943, după înfrângerea armatelor germano-române în Bătălia de la Stalingrad, generalul Cepleanu a cerut să fie scutit de această răspundere și, prin hotărârea ministerială nr. 16.512, a fost mutat pe postul de consilier tehnic în Comisariatul General al Prețurilor. După răsturnarea guvernului antonescian și ocuparea României de către Armata Sovietică, delegația de inspecție, control și constatare a prețurilor la legea nr. 282/1943 i-a fost retrasă la 1 octombrie 1944, prin decizia comisarului general al prețurilor, Mihail Gr. Romașcanu.
Constantin Cepleanu s-a sinucis la începutul anului 1945, evitând astfel arestarea sa previzibilă și procesul care ar fi urmat. A fost incinerat, iar urna sa a fost depusă în cavoul familiei de la Cimitirul Belu.

## Scrieri

### Broșuri
- Convorbiri morale ca început al educației militare, Tip. Dimitrie Nicolaescu, Constanța, 1905, 77 p. (cu prefața „Iubite Camarade”, scrisă de slt. Ștefan Demetrescu din Regimentul nr. 2 din Râmnicu Vâlcea);
- Instrucția practică a recruților coprinzând metoade de a familiariza, instrui și educa recrutul, împreună cu slt. Const. Popescu din Regimentul 34 din Constanța, Tip. Dimitrie Nicolaescu, Constanța, 1905, 145 p. (ed. a II-a, Tip. și Legătoria Dimitrie Nicolaescu, Constanța, 1906, 251 p., 1 f. erată);
- Dezertarea. Noțiuni de pedagogie militară, Inst. de Arte Grafice „Carol Göbl”, București, 1912, 24 p., 1 tab. (ed. a II-a, Inst. de Arte Grafice Universala „I. Ionescu”, București, 1912, 27[-29] p.);
- Educația națională în armată, Craiova, 1922.

### Articole
- „Drapelul. Moartea pentru drapel. Drapelele decorate”, în Revista grănicerilor, București, anul II, nr. 18-19, septembrie-octombrie 1921, pp. 5-18.